# Jean Baudrillard
Jean Baudrillard (pronunciación en francés: /ʒɑ̃ bodʁijaʁ/; Reims, 27 de julio de 1929-París, 6 de marzo de 2007) fue un filósofo y sociólogo francés, crítico de la cultura francesa. Su trabajo se relaciona con el análisis de la posmodernidad y la filosofía del postestructuralismo.

## Biografía y evolución de su pensamiento
Nacido en la campiña francesa, sus abuelos fueron campesinos y sus padres empleados públicos. Se casó y tuvo dos hijos. De joven dio clases de alemán y estudió filología germánica en La Sorbona, donde se desempeñó como traductor de Karl Marx, Bertolt Brecht y Peter Weiss. También fue ayudante de cátedra de la Universidad de Nanterre, en París.

### Década de los 60
Comenzó a interesarse por la política a partir de la Guerra de Argelia. En 1962 y 1963 publicó críticas literarias en la revista Les Temps Modernes del filósofo existencialista Jean Paul Sartre. En 1966 defendió su tesis de doctorado Le système des objets —El sistema de los objetos—, bajo la dirección de Henri Lefebvre. A partir de entonces, inició su actividad como docente de Sociología. Junto a Roland Barthes, fue uno de los fundadores de la revista Utopie y se adhirió a la idea sartreana de «intelectual», independiente de los partidos políticos y libre para dialogar con el marxismo. La influencia de Louis Althusser y Guy Debord es realmente importante para caracterizar al que Stevenson (1998) llama «primer Baudrillard».
En los años 1960 sostuvo que las teorías marxistas habían quedado desactualizadas: según su pensamiento, la nueva base del orden social era el consumo y no la producción. En su libro Crítica a la economía política del signo se propuso explicar el surgimiento de la sociedad de consumo y la economía a través de la aplicación de las teorías del signo, originadas por la lingüística estructural de Ferdinand de Saussure, también adoptada por Roland Barthes. Así, en esta obra, Baudrillard atiende a las dinámicas de aislamiento y privatización del consumo que suponen la supremacía del sistema de dominación. A su vez, defiende que el marxismo es ya visto como «una corriente demasiado ocupada en cuestiones de economía política y demasiado alejada del análisis de la significación de la cultura» (El espejo de la producción, 1975). Baudrillard aceptará de Louis Althusser el descentramiento del sujeto por la acción de la ideología y su crítica al humanismo. De Guy Debord, asumirá la exigencia de una política de vanguardia, heterodoxa, su crítica del efecto simulador que produce el exceso de mensajes, hipercodificados y ajenos a la vida cotidiana. 
El estructuralismo le permitía describir la dinámica del consumo, basada en la adquisición de signos antes que de objetos. De esta forma, no se le ofrece al consumidor un objeto en relación con su función empírica, sino a través de su significado colectivo: prestigio, opulencia económica, estar a la moda, pertenecer a cierto grupo social, entre otros.

### Década de los 90
En 1990, justo antes de que se iniciara la Guerra del Golfo, Baudrillard predijo que dicha guerra no ocurriría. Después de la guerra, proclamó haber estado en lo cierto: «La Guerra del Golfo no tuvo lugar». En esta obra, Baudrillard presenta la primera Guerra del Golfo como la inversa de la fórmula de Clausewitz: no era «la continuación de la política por otros medios», sino «la continuación de la ausencia de la política por otros medios». Así, también los medios de comunicación occidentales fueron cómplices, presentando la guerra en tiempo real, mediante el reciclaje de imágenes de guerra para propagar la idea de que los dos enemigos, los Estados Unidos (y aliados) estaban en realidad luchando contra el ejército iraquí. Pero Saddam Hussein no hizo uso de su capacidad militar (la Fuerza Aérea iraquí) y su poder político-militar no se debilitó (se suprimió la insurgencia kurda contra Irak al final de la guerra). Por lo que poco ha cambiado en Irak: el enemigo fue invicto, los vencedores no salieron victoriosos, y por lo tanto, no hubo guerra. 
Según su postura, Estados Unidos se ve comprometido con la ilusión de estar combatiendo, tal como la mente del jugador se ve inmersa en el videojuego (ejemplo de la hiperrealidad), donde la experiencia engaña a la consciencia haciéndole creer que es un actor de algo que no está sucediendo. Mientras el combate pudo haber sido real, solo unas pocas personas en el otro extremo del planeta lo experimentaron. La «guerra» que fue transmitida por la televisión, y en consecuencia, la guerra tal como fue entendida por la mayoría de la gente, no fue realmente real.
Algunos críticos acusan a Baudrillard de revisionismo instante, de una negación de la acción física de la guerra (parte de su negación de la realidad, en general). Baudrillard fue acusado de amoralismo perezoso, abarcando el escepticismo cínico y el idealismo de Berkeley. Comentaristas como William Merrin han argumentado: «Baudrillard estaba preocupado por el dominio tecnológico y político de Occidente y la globalización de sus intereses comerciales». Merrin ha afirmado que Baudrillard no negó que algo hubiera sucedido, sino que simplemente puso en duda que ese algo fuera una guerra.
También se opuso públicamente a la teoría del Fin de la historia de Francis Fukuyama a través de su libro La ilusión del fin (1992):

«El problema de hablar del fin (en particular del fin de la historia) es que uno debe hablar de lo que hay más allá del fin y también, al mismo tiempo, de la imposibilidad de finalizar.»

### Últimos años
En 2001 fue contratado por la European Graduate School de Saas-Fee, en Suiza, como profesor de filosofía de la cultura y de los medios para sus seminarios intensivos de verano.
A partir de los atentados del 11-S dictó conferencias en las que analizó semiológicamente los fenómenos del terrorismo y escribió Requiem pour les Twin Towers (2002) y L'esprit du terrorisme (2002).
En mayo de 2005, publicó en Libération un artículo en contra del proyecto de Constitución europea calificando al «no» francés como «una respuesta y un desafío a un principio hegemónico que viene de arriba».

## Hiperrealidad
Jean Baudrillard fue ampliamente reconocido por sus investigaciones en torno al tema de la hiperrealidad, particularmente en una sociedad como la estadounidense. De acuerdo con sus tesis, Estados Unidos ha construido para sí un mundo que es más «real» que Real, así nos enfocamos en Disneylandia, cuyos habitantes viven obsesionados con la fantasía, evitar el paso del tiempo y la objetivización del ser, aún más, la autenticidad ha sido reemplazada por la copia (dejando así un sustituto para la realidad), nada es Real, y los involucrados en esta ilusión son incapaces de notarlo, pero para Baudrillard Disneylandia no es más que un engaño, creer que Disneylandia es un lugar fantasioso y Estados Unidos es verdadero, es el crimen perfecto de la hiperrealidad. Para Baudrillard desde los Ángeles hasta Nueva York son ejemplos de ciudades hiperreales, basado en sus escenarios casi de ficción, donde la técnica replica los signos de estas ciudades casi de forma industrial, pensemos en las palmeras de Los Ángeles, o en los rascacielos de Nueva York.

## Precesión de los simulacros
En su ensayo sobre la precesión de los simulacros (traducido al español como Cultura y simulacro), Baudrillard recuerda un cuento de Borges sobre un mapa (es decir, una representación) tan detallada que es una correspondencia biunívoca con el territorio. Con base en esta historia, señala que en la era postmoderna el territorio ha dejado de existir y que solo ha quedado el mapa o, mejor, que es imposible distinguir los conceptos mismos de mapa y territorio, dado que se ha borrado la diferencia que solía existir entre ellos. Baudrillard insiste en que la ficción supera a la realidad y asegura que los receptores de la hiperrealidad desempeñan un papel pasivo. Para él no existe la construcción de sentido independiente.
Los simulacros son, entonces, aquellos elementos que, según la metáfora de Borges, hacen emerger un mapa (modelo virtual) por encima del territorio real. Ese mapa (o modelo virtual), construido por la sucesión de simulacros, llega a suplantar a la realidad, dando lugar a la hiperrealidad. Según esto, y dado que la realidad se extingue bajo las brumas del modelo virtual, ya solo quedan los simulacros: de aquí en adelante, los simulacros precederán a cualquier acontecimiento, o, más exactamente, a cualquier suceso que ocurra en la hiperrealidad.

## Principales influencias
Entre las principales influencias intelectuales y estilísticas de Jean Baudrillard pueden mencionarse:
- Pensadores contemporáneos de lengua francesa: Marcel Mauss (en especial la teoría del intercambio/don), Emil Cioran, Henri Lefebvre, Guy Debord, Louis Althusser, Jean Paul Sartre, Michel Foucault, Roland Barthes, Jacques Derrida, Gilles Deleuze, Raymond Aron, Émile Benveniste, Georges Bataille, Claude Lévi-Strauss (de quien adopta el «principio de eficacia simbólica» donde la virtualidad de todo símbolo lo aparenta como realista, hasta el punto de llegar en el hiperrealismo donde el brujo indígena cura los dolores de las parturientas o donde se cree que la sexualidad de las personas es una estructura innata en el pensamiento, como si el sexo fuera un fin en sí mismo y no un medio para algo, como en las sociedades primitivas).
- Pensadores franceses clásicos como Charles Baudelaire, Stéphane Mallarmé o Ferdinand de Saussure (en especial la teoría de los anagramas).
- Pensadores en lengua alemana como Friedrich Nietzsche, Sigmund Freud, Karl Marx (de estos dos últimos, para criticar la economía libidinal por uno como la economía política del otro, caracterizándolas como teorías de la derecha y de la izquierda respectivamente en la lucha posmoderna por construir un hiperrealismo donde una oposición entre materialismo e idealismo no existiría como tal, sino como orden de simulación en el que ha devenido el intercambio simbólico, concluyendo en una teoría anti-materialista del lenguaje donde la única realidad es el aniquilamiento de todo sentido a través de la poética y la ideología, como en «El intercambio simbólico y la muerte»), Hegel, Martin Heidegger, Friedrich Hölderlin, Bertolt Brecht, Søren Kierkegaard, Walter Benjamin, Theodor Adorno, Elias Canetti, Herbert Marcuse.
- Pensadores latinoamericanos, en particular de los escritores argentinos Jorge Luis Borges y Macedonio Fernández, quienes son citados con frecuencia en su obra, así como el poeta y ensayista mexicano Octavio Paz. Ejemplo de esto lo constituye el análisis del cuento de Borges La lotería en Babilonia que Baudrillard realiza en su libro De la seducción (1989), o el inicio de La ilusión del fin (1992) con una cita a Fernández, así como el diálogo que mantiene con la obra de Octavio Paz sobre el accidente en El intercambio simbólico y la muerte.
- Pensadores españoles: Rafael Sánchez Ferlosio citado en El pacto de lucidez o la inteligencia del Mal y Cool Memories.